# Marc Porci Cató (fill de Cató d'Útica)
Marc Porci Cató (en llatí: Marcus Porcius Cato) va ser el fill de Cató d'Utica i Atília. Feia part de la gens Pòrcia, d'origen plebeu, i era de la família dels Catons.
Va acompanyar el seu pare quan va fugir d'Itàlia l'any 49 aC, i va restar al seu costat fins a la nit de la seva mort a Útica l'any 46 aC. Juli Cèsar el va perdonar i li va permetre conservar les propietats del seu pare. A la mort de Cèsar, es va incorporar als seguidors de Brutus, que era el marit de la seva germana Pòrcia, i el va seguir a Macedònia i Àsia.
Va lluitar a les dues batalles de Filipos, i va morir a la segona, l'any 42 aC, a l'edat de 31 anys. Segons Plutarc, a mesura que l'exèrcit enemic anava vencent la batalla, Cató va refusar retirar-se i va avançar cap a les files de l'enemic, suposadament sense casc ni armadura, per a trobar la seva mort.
Era un home de temperament femenívol, i això va donar lloc a una broma quan, a Capadòcia, va visitar a un tal Marfàdates, que tenia una dona extremament bonica, de nom Psique: es deia que Cató i el seu amfitrió tenien entre tots dos només una ànima (en grec, psyche).